# Zuzana Kučová
Zuzana Kucova (på slovakisk Zuzana Kučová) (født 26. juni 1982 i Bratislava) er en kvindelig tennisspiller fra Slovakiet. Zuzana Kucova startede sin karriere i 1999. 
7. juni 2010 opnåede Zuzana Kucova sin højeste WTA single rangering på verdensranglisten som nummer 101. 